# پیچ دینامیک لگن

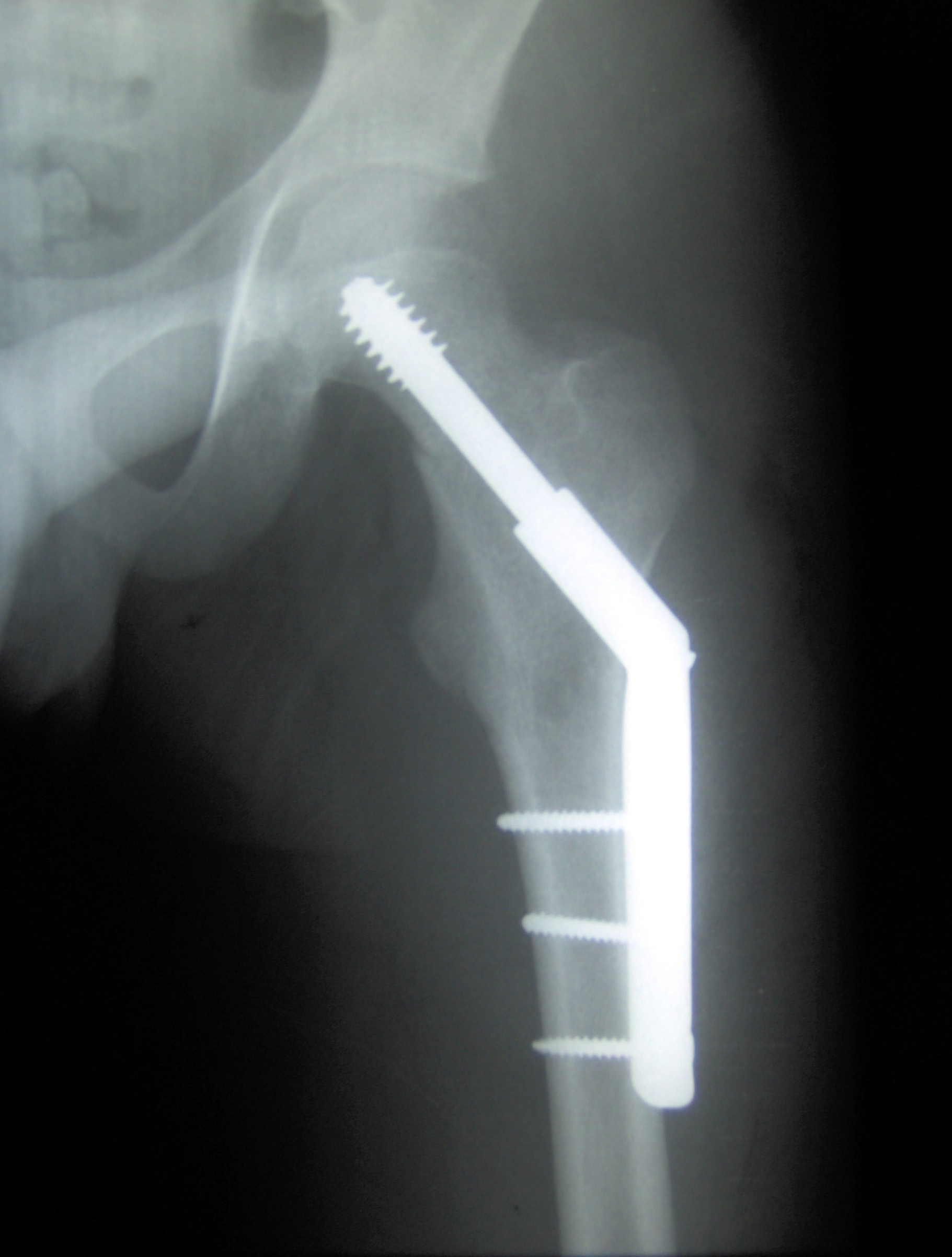
شکستگی سرفمور که با DHS تثبت شده است.

پیچ دینامیک لگن (به انگلیسی: Dynamic hip screw) یا پیچ نگاه‌دارنده کشویی نوعی از ایمپلنت‌های ارتوپدی طراحی شده برای تثبیت انواع خاصی از شکستگی‌های سابتروکانتریک و اینترتروکانتریک است که امکان کنترل حرکت کشویی سر استخوان را فراهم می‌سازد.